# 泰亞斯金 (馬里蘭州)
泰亞斯金（英語：Tyaskin）是位於美國馬里蘭州威科米科縣的一個普查規定居民點。

## 人口
根據2020年美國人口普查的數據，泰亞斯金的面積為3.68平方千米，當中陸地面積為3.68平方千米，而水域面積為0.00平方千米。當地共有人口226人，而人口密度為每平方千米61.41人。